# سبتمبر الماضي (رواية)
سبتمبر الماضي (بالإنجليزية: The Last September) هي رواية للكاتبة البريطانية إليزابيث بوين، نشرت عام 1929، لأول مرة عن دار نشر كونستابل.